# Zəyəm (Şəmkir)
Zəyəm è un comune dell'Azerbaigian situato nel distretto di Şəmkir.